# Arctornis phrika
Arctornis phrika är en fjärilsart som beskrevs av Collenette 1932. Arctornis phrika ingår i släktet Arctornis och familjen tofsspinnare. Inga underarter finns listade i Catalogue of Life.